# WWE-pay-per-viewevenementen 1987
De WWE-pay-per-viewevenementen in 1987 bestond uit professioneel worstelevenementen, die door de WWE werden georganiseerd in het kalenderjaar 1987.
In 1988 introduceerde de organisator, toen de World Wrestling Federation (WWF) genaamd, met Survivor Series een nieuwe evenement.

## WWE-pay-per-viewevenementen in 1987
| Datum            | Evenement        | Locatie            | Stad               |
| ---------------- | ---------------- | ------------------ | ------------------ |
| 29 maart 1987    | WrestleMania III | Pontiac Silverdome | Pontiac (Michigan) |
| 26 november 1987 | Survivor Series  | Richfield Coliseum | Richfield (Ohio)   |